# Sorocaba
Sorocaba est une ville brésilienne de l'État de São Paulo (Estado de São Paulo). Sa population est estimée en 2021 à 695 328 habitants. La municipalité s'étend sur 449 km2. Le titre de « Manchester Paulista » a été donné à la ville à la fin du XIXe siècle, en raison de l'augmentation rapide des industries textiles anglaises du paysage de ville, le long de l'ouverture du plus important chemins de fer de São Paulo - Estrada de Ferro Sorocabana (Chemin de fer de Sorocabana). Les technologies de métallurgie et d'aciérie ont donné à la ville un rôle majeur en construction mécanique aujourd'hui.
En 2018, Sorocoba a rejoint le mouvement Fab City, suivant l'appel lancé par le maire de Barcelone, Xavier Trias, à ce que toutes les villes du monde deviennent autosuffisantes pour 2054.

## Histoire
Au XVIe siècle, la région de Sorocaba, située dans l'actuel État de São Paulo, était le point de convergence et la limite d'occupation des sources de la rivière du même nom par les indiens Tupi du rio Tietê, les Tupiniquins et les Guaianazes de Piratininga, les Carijós de la campagne de Curitiba, les Guaranis de Paranapanema et d'autres.
Les bandeirantes passaient par cette région quand ils se dirigeaient vers le Minas Gerais et le Mato Grosso à la recherche d'or, d'argent et de fer.
En 1589, le Portugais Afonso Sardinha rechercha de l'or sur la colline d'Araçoiaba, mais ne trouva que du minerai de fer. À l'endroit, il construisit la première maison de la région. Elle fut à l'origine de la fonderie da Vila de Nossa Senhora da Ponte de Monte Serrate, déménageant pour la "Vila de São Filipe no Itavuvu" en 1611.

Par ordre du gouverneur général du Brésil de l'époque (période entre 1591 et 1602), Dom Francisco de Sousa, on inaugura le pilori (symbole du pouvoir royal) dans la Vila de Nossa Senhora da Ponte de Monte Serrate sur la colline d'Araçoiaba em 1599.
Après le retour à la cour de D. Francisco, le capitaine Baltasar Fernandes s'installa dans la région avec sa famille et ses esclaves en 1654, venant de Santana de Parnaíba, sur les terres qu'il reçut du roi de Portugal. Le 15 août 1654, il y fonda un peuplement, nommé Sorocaba.
Pour encourager le peuplement, Baltasar Fernandes donna des terres au bénédictins de Parnaiba pour y construire un couvent et une école afin de fonctionner comme centre culturel.
Le peuplement reçut le titre de municipalité le 3 mars 1661, devenant : Vila de Nossa Senhora da Ponte de Sorocaba.
Jusque-là, la principale source de revenus était le commerce des Indiens comme esclaves. À partir du XVIIe siècle, ce commerce fut peu à peu remplacé par celui des mules.
Le colonel Cristóvão Pereira de Abreu, un des fondateurs du Rio Grande do Sul, en 1733, y passa avec une troupe de mules, débutant ainsi le cycle des caravanes.
Sorocaba devint un point d'arrêt obligatoire pour les caravaniers vu sa position stratégique, axe économique entre les régions nord, nord-est et sud. Avec le flux des caravanes, la localité eut un marché où les voyageurs de tous les États se réunissaient pour commercialiser des animaux.
Ce flux intense de personnes et de richesses provoqua le développement du commerce et des industries artisanales, basé sur la fabrication de couteaux, filets de pêche, gâteaux et objets de cuir pour l'équitation.

## Géographie
La ville est située à 87 km de la capitale de l'État. Il est situé sur les rives d'une importante voie ferrée, la ligne principale de l'ancienne Estrada de Ferro Sorocabana, qui a accompagné tout son développement. Les principales autoroutes sont Castelo Branco (SP-280) et Raposo Tavares (SP-270). Il est traversé par la rivière Sorocaba, un affluent de la rive gauche de la Rio Tietê. La municipalité de Sorocaba est située sous le tropique du Capricorne, à la latitude 23° 26′ 16″. À la jonction de l'autoroute José Ermírio de Morais (SP-75, Castelinho) avec la connexion à l'autoroute Raposo Tavares, l'autoroute Dr Celso Charuri (SP-91/270), il y a un marqueur indiquant le Tropique.
Elle possède l'une des plus grandes gares ferroviaires du Brésil, où se trouve une jonction entre les lignes ferroviaires de la Estrada de Ferro Sorocabana et de la Estrada de Ferro Elétrica Votorantim, toutes deux actuellement en concession à Rumo Logística pour le transport de marchandises.

## Économie
Le parc industriel de Sorocaba est doté d'une infrastructure moderne, dont des routes, transport public, transport d'énergie, télécommunications, dispositions de rebut, canalisation de gaz et eau potable, avec les mètres carrés de plus de 25 millions et plus de 1600 industries. Les activités économiques principales sont : Industrie Machines, Métallurgie, Fabrication de fer et Aciérie, Pièces d'Automobile, Industrie des Textiles, Équipement Agricole, Produit chimique et Pétrochimique, Cimenteries, Énergie éolienne, Pharmacie, Papier et Cellulose, L'électronique, Télécommunications, Outillage et quincaillerie, Commerce et services.
On y retrouve également certaines usines implantées comme Pratt & Whitney, Enertec, Fiat Trattori, Des véhicules à moteur Global De Valeo, INA-Schaeffler, Outils De Tonnelier, CE De Cas, Industries De Lufkin, ZF Friedrichshafen, SÈCHE Kugelfischer, Dana Corporation, Métaux De Villares, Groupe de YKK, Wobben Windpower, Pirelli, GM, Metalac, Luk, Signal AlliéHoneywell, Yashika, Papier De Metso, Hartmann-Mapol, Aster Pharmaceutics, Sealy, Campari, Csm, Flextronics, Télécommunications D'Andrew, Coca-Cola.

## Transports et équipements
Ferroban chemin de fer (ancien Chemin de fer De Sorocabana et FEPASA) est relié à São Paulo et au port principal de l'Amérique latine, celui de Santos. Ce chemin de fer lie également des axes importants pour le Mercosul et jusqu'aux frontières avec l'Argentine et la Bolivie. La ville est reliée aux divers ports et aéroports de la région comprenant l'aéroport de Sorocaba (code AITA : SOD).
Le développement économique de Sorocaba est 5e dans l'Etat, avec des investissements de l'ordre de 3,5 milliards US. Les industries exportent vers plus de 115 pays, avec un revenu de 37 millions US par an. Il y a plus de 8 000 organismes de commerce et encore 8 000 entreprises de service.

## Éducation
Sorocaba a huit universités dont quatre privées : université fédérale de São Carlos (en) (UFSCar), université pontificale catholique de São Paulo (PUC), université de Sorocaba (pt) (UNISO) et université pauliste (pt) (UNIP), Universidade Estadual Paulista Júlio de Mesquita Filho (UNESP), Faculdade de Direito De Sorocaba (FADI), Faculdade de Engenharia de Sorocaba (en) (FACENS), Faculdade de Tecnologia De Sorocaba (FATEC), Instituto Manchester Paulista de Ensino (IMAPES) et Centro de Educação Sorocabano Uirapuru. Il y a également plus de 400 lycées élémentaires municipaux et privés.

## Santé
Le système de santé est servi par une infrastructure complète et des hôpitaux équipés, principalement Conjunto Hospitalar de Sorocaba (CHS), un complexe qui inclut l'hôpital régional, Hôpital Leonor Mendes de Barros, l'hôpital de maison de Santa, Hôpital De Santa Lucinda, l'hôpital d'Evangélico, Hôpital De Samaritano, Hôpital De Modelo, le complexe d'hôpital d'Unimed, Hôpital Oftamológico et autres quatre hôpitaux psychiatriques : Das Acácias de Jardim, Vera Cruz, Mental et Teixeira Lima.
Il y a également 27 stations et 3 de santé HEU Hôpitaux, des cliniques psychiatriques (Ambulatório de Saúde Mental et STD) et une clinique de lutte contre le SIDA.

## Médias
Au téléphonie, la ville était desservie par Telecomunicações de São Paulo. En juillet 1998, elle a été rachetée par la société espagnole Telefónica, qui a adopté la marque Vivo en 2012.
À l'heure actuelle est un opérateur de téléphonie mobile, téléphonie fixe, internet (fibre optique/4G), et télévision (satellite et câble).

## Région administrative
La région de Sorocaba comprend :
- Aluminio
- Da Serra d'Araçoiaba
- Cabreúva
- Capela Fonte Alto
- Iperó
- Itu
- Mairinque
- Porto Feliz
- Salto
- Salto de Pirapora
- Sarapuí
- São Roque
- Votorantim

## Tourisme et culture
Les visiteurs peuvent compter plusieurs options pour les loisirs, la culture et les affaires. L'hôtellerie est considérée bon marché, avec des hôtels 3 étoiles comme le Park Hotel ou Ibis et des auberges de jeunesse.
Sorocaba est aussi connue par le tourisme étudiant ou l'échange, on y trouve des maisons d'échange nommée "Republicas" où vivent plusieurs étudiants de différentes nationalités.
Il y a beaucoup de parcs ouverts au public, églises catholiques et protestantes, monuments historiques, musées, mausolées ainsi que diverses stations thermales et fermes de goujon.
Le municipal Zoo, Zoológico Municipal Quinzinho de Barros, est un des plus grands zoos en Amérique du sud.
La vie nocturne dans la ville est diversifiée, par les sorties en cinémas, boîtes de nuit, soirées dans les "Republicas", bars de Sertanejo et Pagode et restaurants.

## Maires
| Période | Période                  | Identité                 | Étiquette    | Qualité |
| ------- | ------------------------ | ------------------------ | ------------ | ------- |
| 1997    | 2004                     | Renato Fauvel Amary      | PSDB         |         |
| 2005    | 2012                     | Vítor Lippi              | PSDB         |         |
| 2013    | 2016                     | Antonio Carlos Pannunzio | PSDB         |         |
| 2017    | 2020                     | José Caldini Crespo      | DEM          |         |
| 2021    | En cours (au 01/01/2021) | Rodrigo Maganhato        | Républicains |         |

## Personnalités liées
- Brenno (1999-), footballeur
- Bruno Formigoni (1990-), footballeur
- Marinho Peres (1947-2023), joueur de football

## Galerie

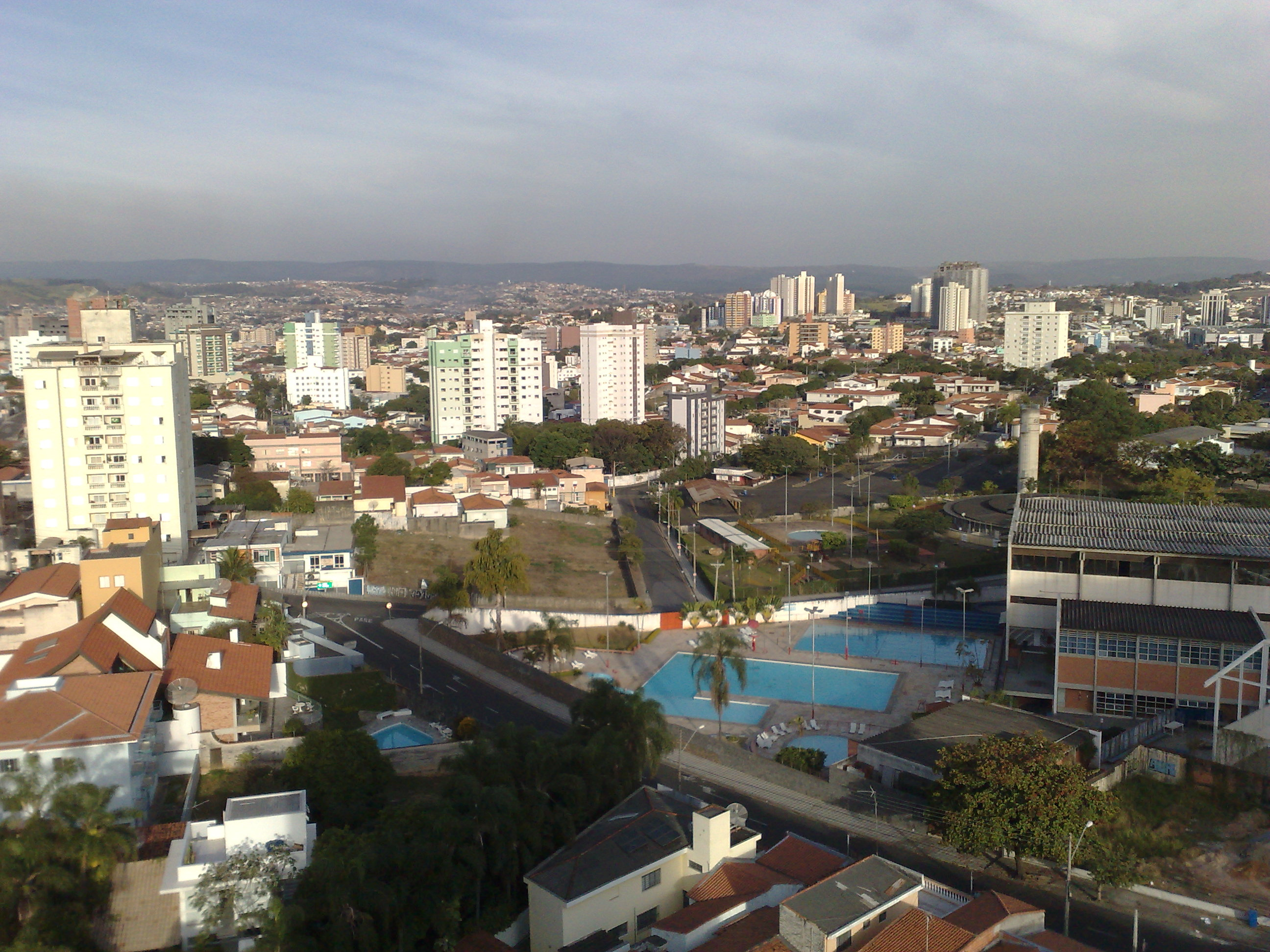
Panorama d'une partie de la ville depuis le quartier Mangal.
L'hôtel de ville.
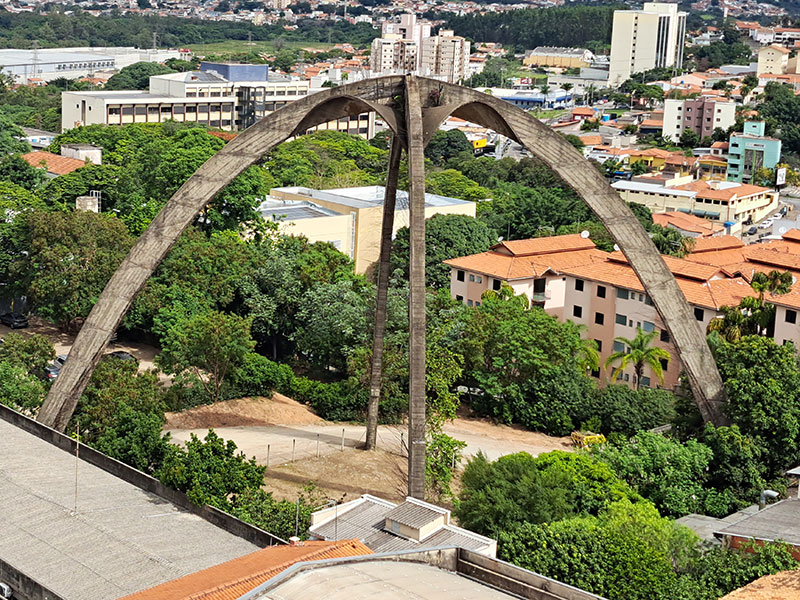
Structure métallique l'araignée Vergueiro, initialement prévue pour le sanctuaire Saint-Luc, patron des médecins au Brésil.
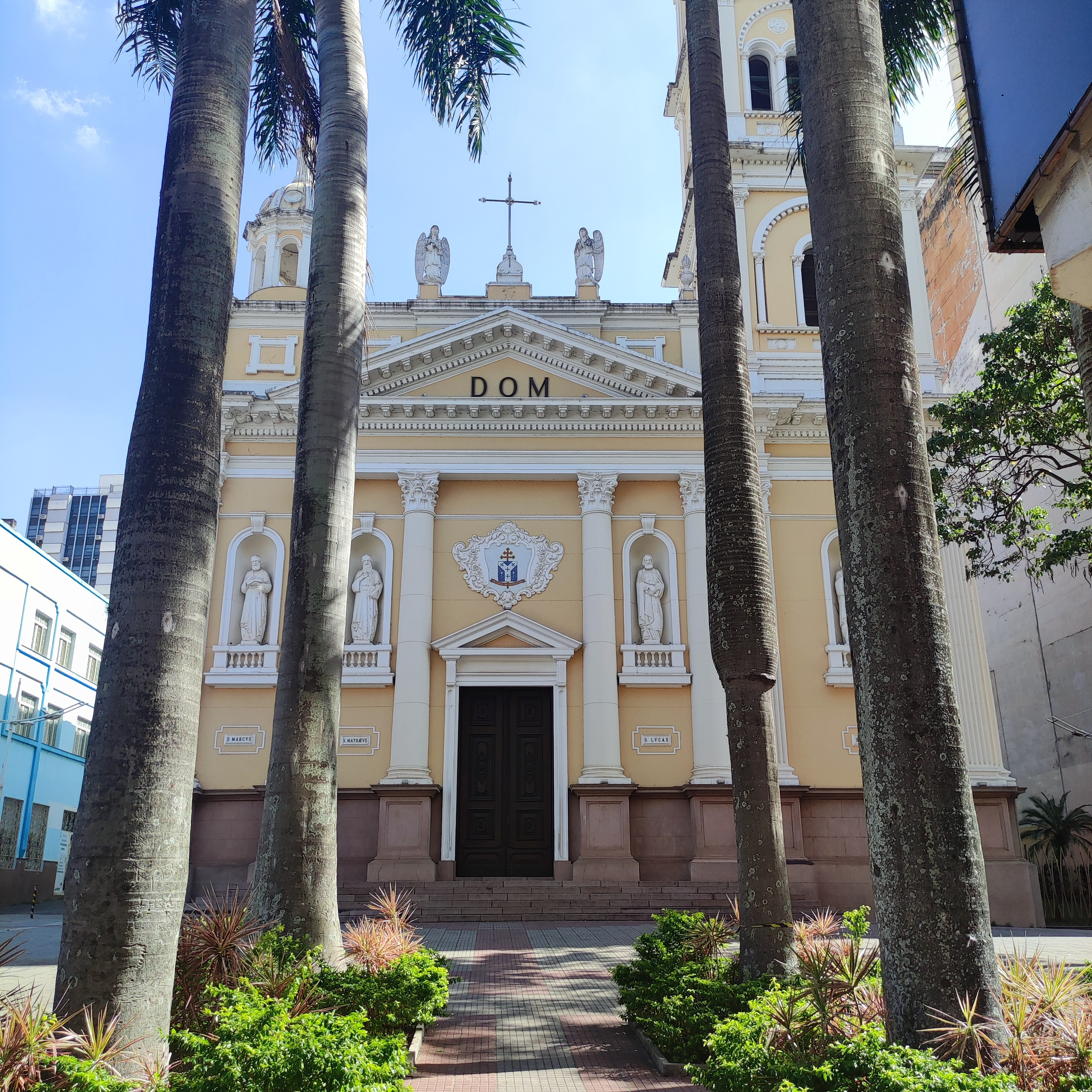
La cathédrale Notre-Dame-du-Pont.
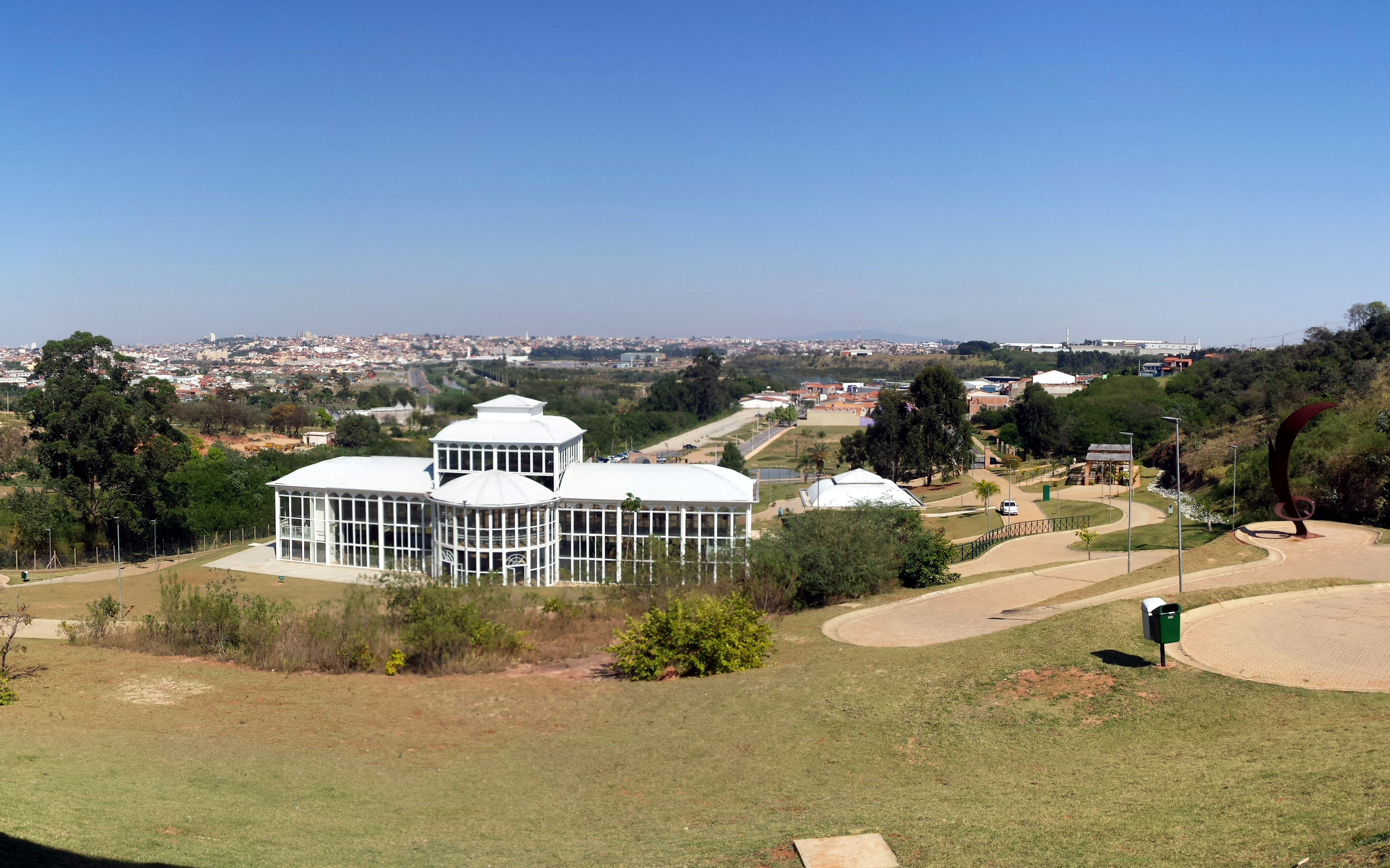
Le jardin botanique Irmãos Villas Bôas.